# Aeroportul Prince George
Aeroportul Prince George (IATA: YXS, ICAO: CYXS) este un aeroport din Columbia Britanică, Canada ce deservește zona Prince George⁠(d). Aeroportul a fost tranzitat în 2021 de 185.401 pasageri. A fost deschis în 1928 și numit după zona deservită.
Situat la o altitudine de 691 m, aeroportul dispune de o singură pistă. Este operat de Transport Canada⁠(d).